# کوندور توکیانا
کوندور توکیانا (به اسپانیایی: Condor Tocllana) یک کوه در پرو است. کوندور توکیانا ۴٬۴۰۰ متر بالاتر از سطح دریا واقع شده‌است.